# 宮城県道218号大島浪板線
宮城県道218号大島浪板線（みやぎけんどう218ごう おおしまなみいたせん）は、宮城県気仙沼市内を結ぶ一般県道である。
2019年3月29日に廃止された宮城県道208号大島線は、当路線に組み入れられている。

## 概要
気仙沼市の離島大島と気仙沼市東部を結ぶ路線である。気仙沼大島大橋（愛称：鶴亀大橋）の架橋工事が進められ、2019年（平成31年）4月7日に開通。
橋の開通に先立ち、同年3月29日付で大島を網羅していた県道208号大島線が廃止され、当路線に組み入れられた。

### 路線データ
- 起点：気仙沼市大島[3]
- 終点：気仙沼市東八幡前[3]
- 実延長：32,119.3 m[4]

2021年（令和3年）3月30日、気仙沼市磯草地内の760 mが開通したことにより全線開通となった。

## 路線状況

### 道路施設
- 気仙沼大島大橋
気仙沼市本土と大島を結ぶ橋。橋長は356 m。

## 地理

### 通過する自治体
- 気仙沼市

### 交差する道路
- 三陸沿岸道路（気仙沼道路）
  - 浦島大島IC（気仙沼市大浦）
  - 気仙沼鹿折IC（気仙沼市浪板）
- 宮城県道26号気仙沼唐桑線（気仙沼市浪板）
- 国道45号（気仙沼市東八幡前・終点）